# Anthurium myosuroides
Anthurium myosuroides är en kallaväxtart som först beskrevs av Carl Sigismund Kunth, och fick sitt nu gällande namn av Stephan Ladislaus Endlicher. Anthurium myosuroides ingår i släktet Anthurium och familjen kallaväxter. Inga underarter finns listade.